# Canyon de l'Uvac
Le canyon de l'Uvac forme une réserve naturelle sur le cours de l'Uvac entre les monts Zlatibor et Zlatar dans le sud-ouest de la Serbie. Situé à 902-1276m au-dessus du niveau de la mer, il s'étend sur 60 km²  où serpente l'Uvac formant des méandres sur plus de 2 km.

## Faune et flore
Le loup et l'ours ont élu domicile sur le domaine et sont protégés. Le canyon est l'habitat le plus vaste des Balkans centraux du vautour fauve et héberge de nombreuses autres espèces d'oiseaux. En 1989, une zone de nourrissage fut aménagée afin de sauver et accroitre la population des vautours fauves. L'opération fut une réussite et permit d'augmenter sensiblement leur population. De 9 couples ils passèrent à 60-65. En outre, l'Uvac héberge de nombreux poissons rares. Certaines espèces végétales comme le pin de Pančić et le hêtre pleureur sont protégées.